# Симбирско чувашко учителско училище
Симбирското чувашко учителско училище (на руски: Симбирская чувашская учительская школа, на чувашки: Чĕмпĕрти чăваш вĕрентӳçисен шкулĕ) е бивше педагогическо училище, намирало се в гр. Симбирск (отначало в Руската империя, после в РСФСР), преименуван на Уляновск.

## История
Училището е създадено от големия просветител на чувашите Иван Яковлевич Яковлев (1848-1930). Още гимназист (1868), той започва да води курсове в дома си за обучение на чувашки деца. Министерството на народната просвета (1871) дава официален статут на Симбирското чувашко училище, което се преобразува в учителско училище през 1880 г. Принос и подкрепа за създаването и първоначалното развитие на училището оказват редица местни образователни ръководители, сред които е инспекторът Иля Николаевич Улянов - баща на революционерите члена на „Народна воля“ Александър Улянов и марксиста Владимир Улянов-Ленин - водач на Октомврийската революция и първи ръководител на РСФСР и СССР, на когото е преименуван Симбирск.
В средата на ХІХ век чувашката интелигенция е малобройна. През 1870 г. правителството започва кампания за образоване на неруските народности, живеещи в Руската империя. Започват да се откриват начални и двукласни (т.е. до тогавашен ІІ клас, равно на днешен VІ клас) училища. Основна база за подготовка на национални кадри става именно Симбирското чувашко училище. Педагози и випускници на училището активно се включват в кампанията за развитие на образованието и културата по целия регион на Поволжието.
Сред випускниците на училището има много известни личности със заслуги към културата на чувашите, като писатели, композитори, педагози, общественици. Симбирското училище е считано в Чувашия за своеобразен национален университет, научна академия, консерватория, театър за чувашкия народ в края на ХІХ и началото на ХХ век. Училището е закрито през 1956 г.

## Галерия
- Музей на чувашкото училище
- Църква „Слизане на Светия Дух“
- Женският отдел и апартаментът на И. Я. Яковлев
- Интериор на класната стая на девическото училище
- Стаята на Яковлев в апартамента
- Музей на чувашкото училище